# چم عرب
چم عرب
چم عرب ، روستایی از توابع بخش مرکزی شهرستان ایذه در استان خوزستان ایران است.'..

## جمعیت
این روستا در دهستان هلایجان قرار دارد و براساس سرشماری مرکز آمار ایران در سال ۱۳۸۵، جمعیت آن ۲۴ نفر (۶خانوار) بوده‌است.